# Schoenobryum
Schoenobryum là một chi rêu trong họ Cryphaeaceae.